# ستاد کل نیروی دریایی امپراتوری ژاپن

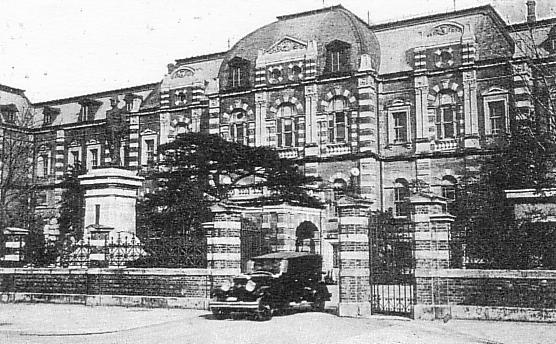
دفتر ستاد نیروی دریایی امپراتوری ژاپن در توکیو

دفتر ستاد نیروی دریایی امپراتوری ژاپن (به ژاپنی: 軍令部, Gunreibu)، بالاترین ارگان در نیروی دریایی امپراتوری ژاپن بود. این دفتر مسئولیت برنامه‌ریزی و عملیات را بر عهده داشت، این دفتر توسط یک دریاسالار در دفتر مرکزی آن در توکیو اداره می‌شد.